# Carlo Marochetti
Carlo Marochetti, escultor italiano del siglo XIX cuyo nombre a veces aparece afrancesado como Charles Marochetti, nació en Turín, el 14 de enero de 1805 y murió en Passy, Francia, el 29 de diciembre de 1867, ostentó el título de barón. 

## Biografía
Criado en París como un ciudadano francés, Carlo Marochetti tuvo como primeros maestros a François Joseph Bosio y Antoine-Jean Gros.
Su escultura Niña jugando con un perro ganó una medalla en 1829, y su Fallen Angel se expuso en 1831. Entre 1822 y 1830, estudió principalmente en Roma. Desde 1832-1848, vivió en Francia.
En París, realizó un bajorrelieve que representa la batalla de Jemappes como parte de las decoraciones del Arco de Triunfo, el altar de la iglesia de la Madeleine y la tumba de Vincenzo Bellini en el Cementerio de Père-Lachaise.
Entre 1833 y 1837, aún durante su período de París, creó también la escultura ecuestre de Manuel Filiberto de Saboya, que se encuentra en la Piazza San Carlo en Turín.
Siguió al rey Luis Felipe I, durante su exilio en el Reino Unido tras la caída de la Monarquía en Julio de 1848. Durante este exilio produjo su famosa estatua ecuestre del rey Ricardo de Inglaterra "Corazón de León" (1157-1199), blandiendo su espada, erigida en 1860 frente al Palacio de Westminster en Londres.
Carlo Marochetti fue nombrado barón por el rey de Cerdeña, Carlos Alberto de Cerdeña y fue nombrado Caballero de la Legión de Honor.
Murió en Passy, en 1867, hoy distrito de París, a la edad de 62 años.

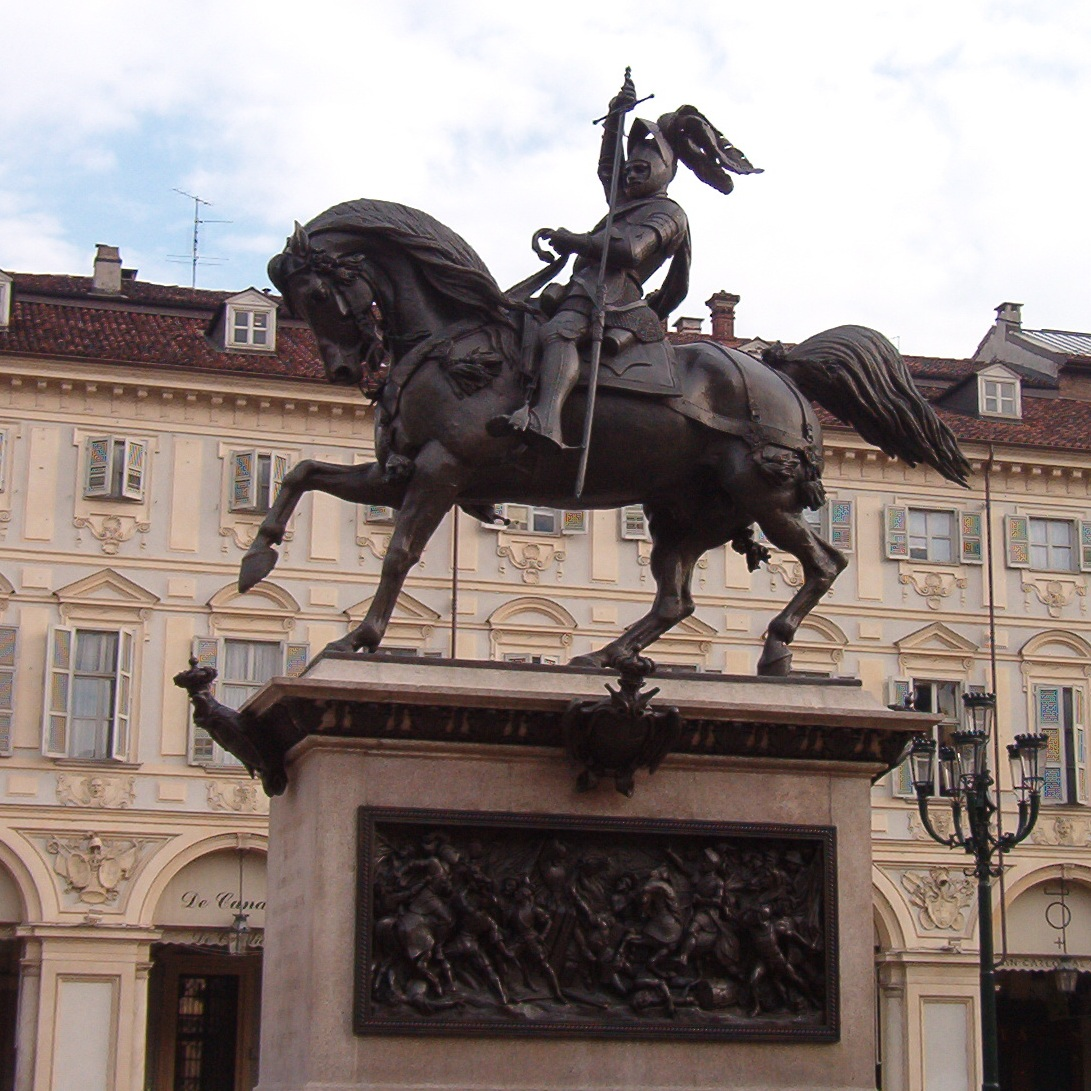
Escultura ecuestre, de Manuel Filiberto de Saboya en la Piazza San Carlo en Turín.
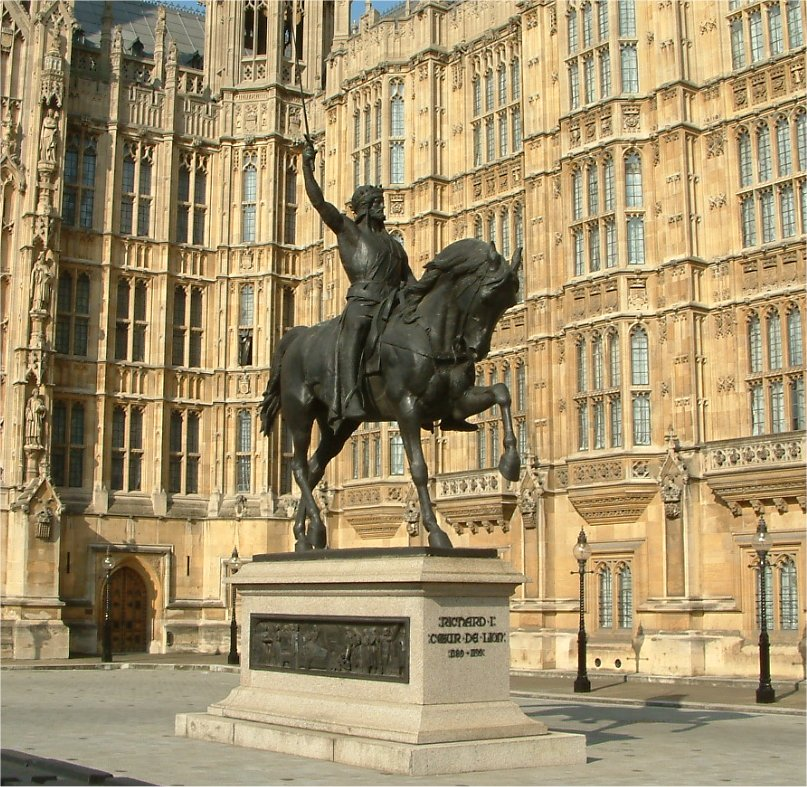
Escultura ecuestre de Ricardo I de Inglaterra blandiendo su espada delante del Palacio de Westminster en Londres.
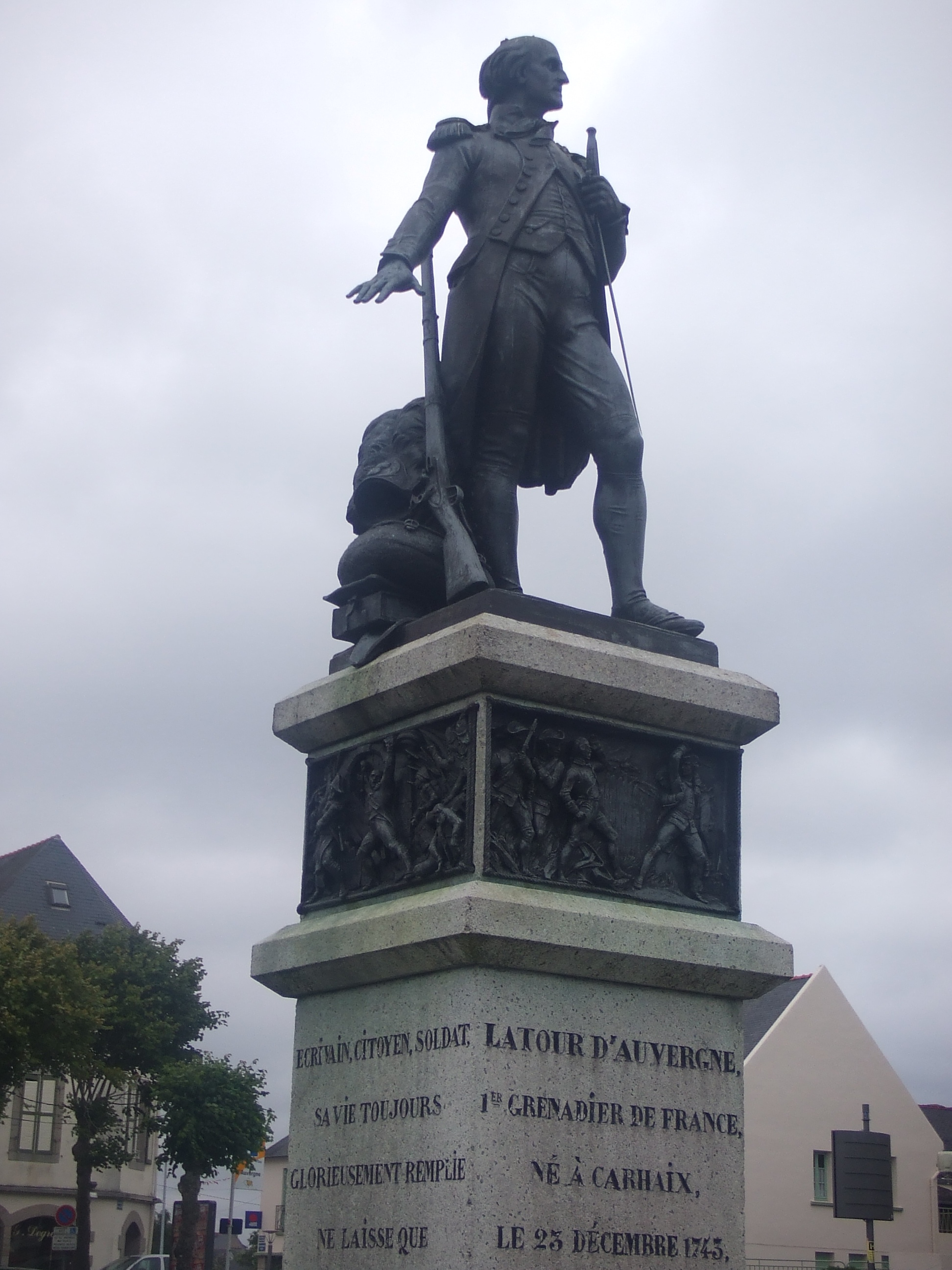
Estatua de Théophile Malo Corret de La Tour d'Auvergne en Carhaix-Plouguer.
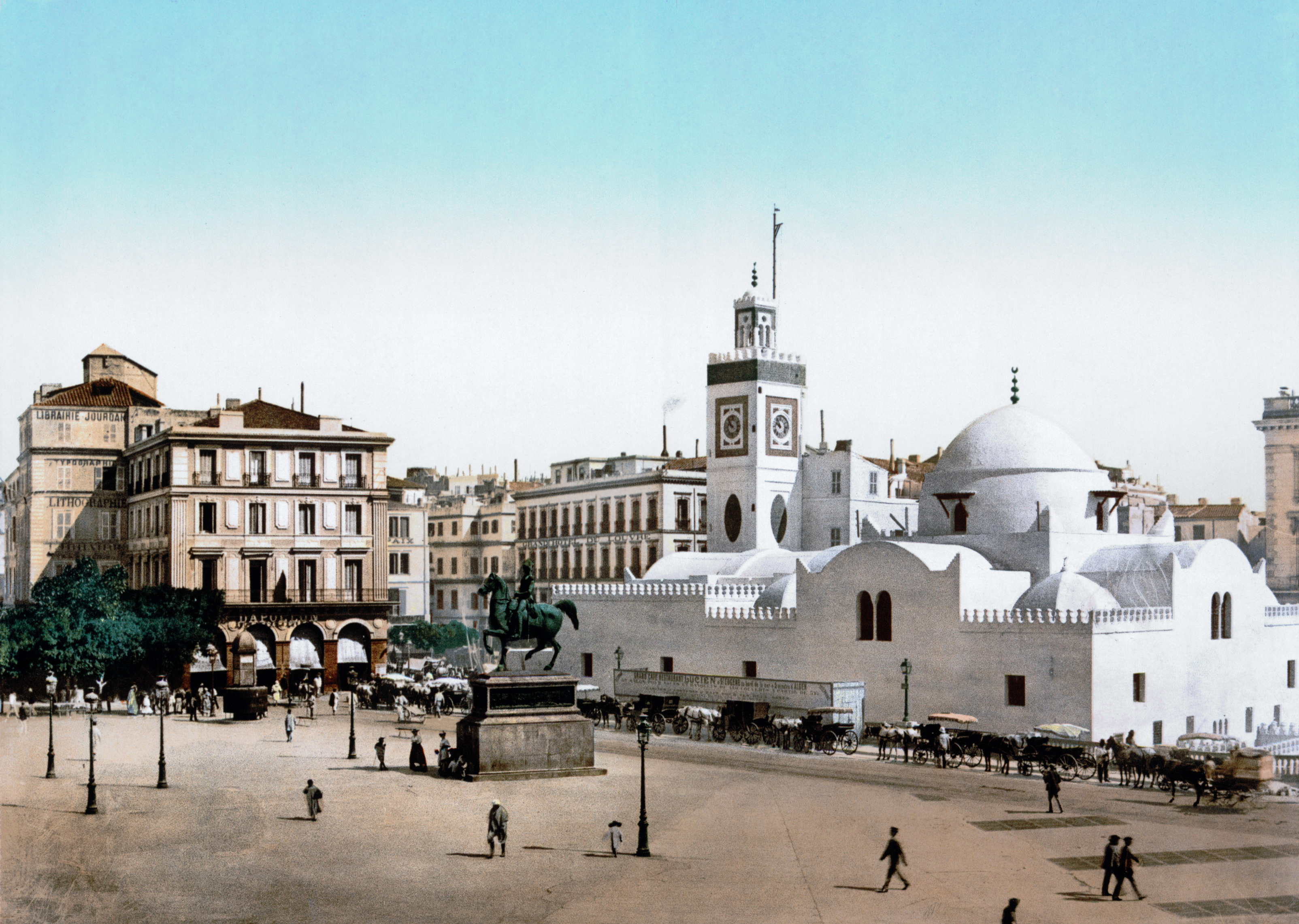
Escultura ecuestre de Fernando Felipe de Orleans en la place du gouvernement en Alger.